# The Hell in Vietnam
The Hell in Vietnam – strzelanka pierwszoosobowa wyprodukowana i wydana przez polskie studio deweloperskie City Interactive osadzona w realiach wojny wietnamskiej.

## Fabuła
W 1967 roku, w czasie trwania wojny w Wietnamie, główny bohater gry, Tom Coburn, zostaje powołany do elitarnego oddziału Piechoty Morskiej Stanów Zjednoczonych wyszkolonego w zakresie dywersji, sabotażu, łączności i zadań wywiadowczych. W ośmiu misjach oddział Coburna wykonuje kolejne zadania głęboko w wietnamskiej dżungli, ścierając się z oddziałami Vietcongu, jak też bierze udział w bitwie o miasto Hue w czasie ofensywy Tết.

## Broń
Uzbrojenie dostępne w grze broń stanowi dokładne odwzorowanie uzbrojenia wojsk amerykańskich oraz partyzantów Wietkongu z tamtego okresu. Do dyspozycji gracza oddano m.in. karabin szturmowy M16 A1, karabin M14, karabin wyborowy M40, M60, czy granatnik M79 produkcji amerykańskiej, a także karabin szturmowy AK-47, pistolet maszynowy PPSz, granatnik RPG-7, czy karabin maszynowy RPK, które można zdobyć na oddziałach Wietkongu. Obie strony korzystają ponadto z ciężkiego sprzętu wojskowego, w skład którego wchodzą przede wszystkim różnego rodzaju pojazdy: łodzie patrolowe PBR, śmigłowce Bell UH-1 Huey i Mi-4, wozy bojowe BRDM-2, a także myśliwce F-4 Phantom.